# Good Sam
Good Sam is een Amerikaanse filmkomedie uit 1948 onder regie van Leo McCarey. Destijds werd de film in Nederland uitgebracht onder de titel Al te goed is buurmans gek.

## Verhaal
Sam Clayton heeft een hart van goud. Hij staat altijd klaar om mensen in nood te helpen. Sam is zo goedgeefs dat hij zelf aldoor krap bij kas zit en dat hij zijn eigen gezin soms niet de zaken kan geven die ze nodig hebben.

## Rolverdeling
| Acteur           | Personage       |
| ---------------- | --------------- |
| Gary Cooper      | Sam Clayton     |
| Ann Sheridan     | Lu Clayton      |
| Ray Collins      | Dominee Daniels |
| Edmund Lowe      | H.C. Borden     |
| Joan Lorring     | Shirley Mae     |
| Clinton Sundberg | Nelson          |
| Minerva Urecal   | Mevrouw Nelson  |
| Louise Beavers   | Chloe           |
| Dick Ross        | Claude          |
| Lora Lee Michel  | Lulu Clayton    |
| Bobby Dolan jr.  | Butch Clayton   |
| Matt Moore       | Mijnheer Butler |
| Netta Packer     | Mevrouw Butler  |
| Ruth Roman       | Ruthie          |
| Carol Stevens    | Mevrouw Adams   |
| Todd Karns       | Joe Adams       |
| Irving Bacon     | Zwerver         |
| William Frawley  | Tom Moore       |
| Harry Hayden     | Bankier         |